# التهاب بطانة الرحم
التهاب بطانة الرحم هو التهابٌ في البطانة الداخلية للرحم (بطانة الرحم). تحدثُ عددٌ من الأعراض وتتضمن حمًى وألمًا بطنيًا سفليًا ونزيفًا أو إفرازًا مهبليًا غيرُ طبيعي. يُعتبر السبب الأكثر شيوعًا لحمى النفاس. كما يُعتبر جزءًا من أمراض التهاب الحوض.
يُوجد نوعان من التهاب بطانة الرحم، حادٌ ومزمنٌ. يحدثُ النوع الحاد عادةً بسبب عدوًى تمرُ عبر عنق الرحم نتيجةً للإجهاض أو خلال الحيض أو بعد الولادة، أو نتيجةً للتشطيف أو تركيب لولبٍ رحمي. يُوجد عددٌ من عوامل خطر حدوث التهاب بطانة الرَّحم بعد الولادة، وتتضمن الولادة القيصرية وتمزق الأغشية المطول. أما النوع المُزمن، فيحدثُ عادةً بعد انقطاع الحيض. يُمكن تأكيد حدوث التهاب بطانة الرحم عبر أخذ خزعةٍ بطانية رحمية، كما قد يكون التصوير بالأمواج فوق الصوتية مفيدًا لتأكيد عدم وجود أنسجةٍ متبقية في الرحم.
يكون العلاج عادةً باستعمال مضاداتٍ حيوية. تتضمن توصيات علاج التهاب بطانة الرحم بعد الولادة استعمال الكليندامايسين مع الجنتاميسين. كما يُوصى أيضًا بفحص وعلاج الأشخاص المُعرضين لخطر حدوث مرض السيلان وداء المتدثرات. قد يُعالج النوع المُزمن من المرض باستعمال الدوكسيسايكلين. عادةً ما يكون مآلُ المرض جيدًا مع العلاج.
يحدثُ التهاب بطانة الرحم بمعدل 2% بعد الولادة المهبلية، و10% بعد الولادة القيصرية المُجدولة، و30% مع تمزق الأغشية قبل الولادة القيصرية، وهذا حال عدم أخذ المضادات الحيوية الوقائية. يُستعمل أحيانًا مُصطلح «التهاب بطانة وعضلة الرحم» إذا كان هُناك التهابٌ في بطانة وعضلة الرحم. يُعتبر التهاب بطانة الرحم شائعًا في بعض الحيوانات مثل البقرة.

## الأعراض
تحدثُ عددٌ من الأعراض وتتضمن حمًى وألمًا بطنيًا سفليًا ونزيفًا أو إفرازًا مهبليًا غيرُ طبيعي.

## الأنواع

### التهاب بطانة الرحم الحاد
يحدثُ التهاب بطانة الرحم الحاد عادةً بسبب عدوًى، ويُعتقد أنَّ المُسببات المعزولة غالبًا تكون بسبب عمليات الإجهاض المُعرضة للخطر، والولادة، والأجهزة الطبية، وبقاء أجزاء صغيرة من المشيمة. لا تُوجد أدلةٌ كافية حول فائدة استخدام المُضادات الحيوية الوقائية في منع التهاب بطانة الرحم بعد الإزالة اليدوية للمشيمة في الولادة المهبلية. عند إجراء فحصٍ نسيجي، فإنه عادةً ما تكون نسيج بطانة الرحم مرتشحًا بالخلايا المُتعادلة. عادةً ما تتضمن أعراض النوع الحاد حمًى مرتفعة وإفرازاتٍ مهبلية قيحية. يكون الحيض غزيرًا بعد التهاب بطانة الرحم الحاد، وإذا كانت الحالة بسيطة فإنها تُشفى خلال أسبوعين من استعمال المضادات الحيوية الكليندامايسين والجنتاميسين وريديًا.
يرتبطُ النوع الحاد في بعض السكان مع المفطورة التناسلية ومرض التهاب الحوض.

### التهاب بطانة الرحم المزمن
يتميزُ النوع المزمن بوجود خلايًا بلازمية في اللُحمة. قد تُوجد أيضًا خلايًا لمفية وخلايًا حمضية وجريبات لفمية، ولكن في حال عدم وجود الخلايا البلازمية، فإنها تعتبر غير كافيةٍ للتشخيص نسيجيًا. قد تظهرُ في حوالي 10% من جميع خزعات بطانة الرحم المأخوذة بسبب نزيفٍ غير مُنتظم. تُوجد عددٌ من الكائنات الدقيقة المُسببة، وأكثرها شيوعًا المتدثرة التراخومية (داء المتدثرات)، النيسرية البنية (السيلان)، العقدية اللبنية (عقدية قاطعة للدر)، المفطورة البشرية، السل، وفيروساتٍ مُختلفة. تستطيع مُعظم هذه المُسببات إحداث مرض التهاب الحوض المزمن. قد يكون لدى الأشخاص الذين يعانون من التهاب بطانة الرحم المزمن ورمٌ كامنٌ في عنق الرحم أو بطانة الرحم (كما أنَّ الأسباب المُعدية أكثر شيوعًا). يكون العلاج بالمضادات الحيوية كافيًا للشفاء في معظم الحالات (اعتمادًا على السبب الكامن)، مع اختفاءٍ تامٍ سريع للأعراض خلال 2-3 أيام فقط.
يحدثُ التهاب بطانة الرحم الحبيبي المزمن عادةً بسبب السل. يكون الورم الحبيبي صغيرًا ومتناثرًا ودون تجبنٍ، ويحتاج حوالي أسبوعين للحدوث، وبما أنَّ بطانة الرحم تنفصل كل 4 أسابيع، فإنَّ الورم الحبيبي يكون ضعيف التشكل.
لدى البشري، يُعتبر تقيح الرحم (وهو أيضًا حالةٌ بيطريةٌ هامة) شكلًا من أشكال التهاب بطانة الرحم المُزمن الذي يظهر لدى النساء الكبار في السن، مما يؤدي إلى تضيقٍ في عنق الرحم وتراكم الإفرازات والعدوى. تتضمن أعراض التهاب بطانة الرحم المزمن إفرازاتٍ ملطخةٍ بالدم ولكن في تقيح الرحم يشكو المريض من ألمٍ بطني سفلي.

## تقيح الرحم
يحدثُ في هذه الحالة تجمعٌ للقيح في تجويف الرحم، ويجب أن يكون هُناك عدوًى مع انسدادٍ في عنق الرحم. تتضمن الأعراض والعلامات حدوث ألمٍ بطنيٍ سفلي (ألم فوق العانة) وحمًى ورجفان وغيرها. تُعالج بالمضادات الحيوية، وفقًا لنتائج المستنبت والحساسية.

## الهوامش
1. الْتِهابُ بِطانَةِ الرَّحِم (بالإنجليزية: Endometritis)‏،‏ ويُسمى أيضًا: التهاب بطانة الرحم بعد الولادة أو التهاب بطانة الرحم التالي الولادة (بالإنجليزية: Postpartum endometritis)‏ أو التهاب بطانة وعضلة الرحم (بالإنجليزية: endomyometritis)‏.

### باللغة الإنجليزية
1. 1 2 3 4 5 6  Dallenbach-Hellweg, Gisela; Schmidt, Dietmar; Dallenbach, Friederike (2010). Atlas of Endometrial Histopathology (بالإنجليزية). Springer Science & Business Media. p. 135. ISBN:9783642015410. Archived from the original on 2018-09-12.
2. 1 2 3  Lobo, Rogerio A.; Gershenson, David M.; Lentz, Gretchen M.; Valea, Fidel A. (2016). Comprehensive Gynecology E-Book (بالإنجليزية). Elsevier Health Sciences. p. 548. ISBN:9780323430036. Archived from the original on 2018-09-12.
3. 1 2 3 4 5 6 7  "Cover of Hacker & Moore's Essentials of Obstetrics and Gynecology". Hacker & Moore's essentials of obstetrics and gynecology (ط. 6). Elsevier Canada. 2015. ص. 276–290. ISBN:9781455775583.
4. 1 2 3 4 5  Ferri, Fred F. (2014). Ferri's Clinical Advisor 2015 E-Book: 5 Books in 1 (بالإنجليزية). Elsevier Health Sciences. p. 423. ISBN:9780323084307. Archived from the original on 2018-09-12.
5. 1 2  Gabbe, Steven G. (2012). Obstetrics: Normal and Problem Pregnancies (بالإنجليزية). Elsevier Health Sciences. p. 1146. ISBN:978-1437719352. Archived from the original on 2020-03-24.
6. ↑  محمد مرعشي (2003). معجم مرعشي الطبي الكبير (بالعربية والإنجليزية). بيروت: مكتبة لبنان ناشرون. ص. 105. ISBN:978-9953-33-054-9. OCLC:4771449526. QID:Q98547939.
7. ↑  Crum, Christopher P.; Lee, Kenneth R.; Nucci, Marisa R. (2011). Diagnostic Gynecologic and Obstetric Pathology E-Book (بالإنجليزية). Elsevier Health Sciences. p. 430. ISBN:978-1455708956. Archived from the original on 2018-09-12.
8. ↑  Arora, Mala; Walavalkar, Rajalaxmi (2013). World Clinics: Obstetrics & Gynecology: Postpartum Hemorrhage (بالإنجليزية). JP Medical Ltd. p. 237. ISBN:9789350904244. Archived from the original on 2018-09-12.
9. ↑  "Sexually Transmitted Diseases & Pelvic Infections". Current diagnosis & treatment : obstetrics & gynecology (ط. 11). McGraw-Hill Education. 2012. ص. Chapter 43. ISBN:978-0071638562.
10. ↑  Mackeen، AD؛ Packard، RE؛ Ota، E؛ Speer، L (2 فبراير 2015). "Antibiotic regimens for postpartum endometritis". The Cochrane Database of Systematic Reviews ع. 2: CD001067. DOI:10.1002/14651858.CD001067.pub3. PMID:25922861.
11. 1 2  "8". Williams Gynecology (ط. 3). McGraw Hill Professional. 2016. ISBN:9780071849081.
12. ↑  Hubert Guedj؛ Baggish, Michael S.؛ Valle, Rafael Heliodoro (2007). Hysteroscopy: visual perspectives of uterine anatomy, physiology, and pathology. Hagerstwon, MD: Lippincott Williams & Wilkins. ص. 488. ISBN:978-0-7817-5532-0.
13. ↑  Noakes, David E. (2009). Arthur's Veterinary Reproduction and Obstetrics E-Book (بالإنجليزية). Elsevier Health Sciences. p. 411. ISBN:9780702039904. Archived from the original on 2020-03-24.
14. ↑  "Endometritis - Pregnancy Articles". pregmed.org. 21 نوفمبر 2013. مؤرشف من الأصل في 2019-06-02. اطلع عليه بتاريخ 2018-04-11.
15. ↑  Chongsomchai، C؛ Lumbiganon، P؛ Laopaiboon، M (20 أكتوبر 2014). "Prophylactic antibiotics for manual removal of retained placenta in vaginal birth". The Cochrane Database of Systematic Reviews. ج. 10 ع. 10: CD004904. DOI:10.1002/14651858.CD004904.pub3. PMID:25327508.
16. ↑  Cohen CR، Manhart LE، Bukusi EA، وآخرون (مارس 2002). "Association between Mycoplasma genitalium and acute endometritis". Lancet. ج. 359 ع. 9308: 765–6. DOI:10.1016/S0140-6736(02)07848-0. PMID:11888591.
17. ↑  Ljubin-Sternak، Suncanica؛ Mestrovic، Tomislav (2014). "Review: Clamydia trachonmatis and Genital Mycoplasmias: Pathogens with an Impact on Human Reproductive Health". Journal of Pathogens. ج. 2014 ع. 183167: 3. DOI:10.1155/2014/183167. PMC:4295611. PMID:25614838.{{استشهاد بدورية محكمة}}:  صيانة الاستشهاد: دوي مجاني غير معلم (link)
18. ↑  "Pyometra". American College of Veterinary Surgeons. 2004. مؤرشف من الأصل في 2006-02-21. اطلع عليه بتاريخ 2006-12-14.
19. ↑  Höglund، Odd Viking؛ Lövebrant، Johanna؛ Olsson، Ulf؛ Höglund، Katja (17 نوفمبر 2016). "Blood pressure and heart rate during ovariohysterectomy in pyometra and control dogs: a preliminary investigation". Acta Veterinaria Scandinavica. ج. 58 ع. 1. DOI:10.1186/s13028-016-0263-y. PMC:5112883. PMID:27855712.{{استشهاد بدورية محكمة}}:  صيانة الاستشهاد: دوي مجاني غير معلم (link)

### باللغة العربيَّة
1. ↑  يُوسف حِتّي؛ أحمَد شفيق الخَطيب (2008). قامُوس حِتّي الطِبي للجَيب. بيروت، لبنان: مكتبة لبنان ناشرون. ص. 142. ISBN:995310235X. {{استشهاد بكتاب}}: الوسيط |تاريخ الوصول بحاجة لـ |مسار= (مساعدة)
2. ↑  "ترجمة (Endometritis) في المعجم الطبي الموحد". مكتبة لبنان ناشرون. مؤرشف من الأصل في 2020-03-22. اطلع عليه بتاريخ 2020-03-23.
3. ↑  "ترجمة (Endometritis) في معجم مرعشي الطبي الكبير". مكتبة لبنان ناشرون. مؤرشف من الأصل في 2020-03-22. اطلع عليه بتاريخ 2020-03-23.
4. ↑  "ترجمة (Endometritis) في القاموس". موقع القاموس. مؤرشف من الأصل في 2020-03-24. اطلع عليه بتاريخ 2020-03-23.
5. ↑  "ترجمة (endomyometritis) في المعجم الطبي الموحد". مكتبة لبنان ناشرون. مؤرشف من الأصل في 2020-03-22. اطلع عليه بتاريخ 2020-03-23.